# فيران لافينا
فيران لافينا (بالإسبانية: Ferran Laviña)‏ مواليد 24 مارس 1977 في هوسبيتالت دي يوبريغات، إسبانيا، هو لاعب كرة سلة إسباني بدأ مسيرته الاحترافية في سنة 1994.

## فرق لعب لها
- باسكت مانريسا
- جوفينتوت بادالونا
- بالونكيستو فوينلابرادا

## إحصائيات الدوري الأوروبي
| السنة   | الفريق            | لعب | بدأ | دقيقة | ميداني% | ثلاثية | حرة  | ارتداد | صنع | استلاب | تصدي | نقطة | أداء |
| ------- | ----------------- | --- | --- | ----- | ------- | ------ | ---- | ------ | --- | ------ | ---- | ---- | ---- |
| 2006–07 | جوفينتوت بادالونا | 20  | 6   | 14.3  | .343    | .222   | .889 | 1.8    | .5  | .6     | .1   | 3.9  | 3.3  |
| 2008–09 | جوفينتوت بادالونا | 10  | 4   | 18.9  | .452    | .300   | .733 | 1.9    | 1.1 | .3     | .1   | 5.5  | 3.9  |
| المسيرة |                   | 30  | 10  | 15.8  | .384    | .255   | .833 | 1.8    | .7  | .5     | .1   | 4.4  | 3.5  |

## روابط خارجية
- فيران لافينا على موقع الدوري الأوروبي لكرة السلة (الإنجليزية)
- فيران لافينا على موقع الدوري الإسباني لكرة السلة (الإسبانية)
- فيران لافينا على موقع كرة السلة الأوروبية.كوم (الإنجليزية)
- فيران لافينا على موقع ريلجم (الإنجليزية)
- فيران لافينا على موقع بروبوليرز (الإنجليزية)
- فيران لافينا على موقع سبورتس رفرنس (الإنجليزية)